# Sweat/Answer
Sweat/Answer – czterdziesty pierwszy singel południowokoreańskiego zespołu TVXQ, wydany w Japonii 11 czerwca 2014 roku przez Avex Trax. Został wydany w trzech edycjach: regularnej CD, limitowanej CD+DVD oraz „Bigeast”. Osiągnął 2 pozycję w rankingu Oricon i pozostał na liście przez 8 tygodni, sprzedał się w nakładzie 140 300 egzemplarzy w Japonii. Singel zdobył status złotej płyty.

## Lista utworów

### CD
| CD | CD                               | CD     | CD                                          | CD                                          | CD      |
| Nr | Tytuł utworu                     | Tekst  | Kompozycja                                  | Aranżacja                                   | Długość |
| -- | -------------------------------- | ------ | ------------------------------------------- | ------------------------------------------- | ------- |
| 1. | „Sweat”                          | H.U.B. | Hanif Sabzevari, Kevin Borg, Nicklas Eklund | Hanif Sabzevari, Kevin Borg, Nicklas Eklund | 3:33    |
| 2. | „Answer”                         | H.U.B. | UTA, Hiro, SUNNY BOY                        | UTA, Hiro, SUNNY BOY                        | 3:47    |
| 3. | „Sweat －Boogie－Woogie Version” | H.U.B. | Hanif Sabzevari, Kevin Borg, Nicklas Eklund | Shinjirō Inoue (remix)                      | 3:48    |
| 4. | „Sweat” (Less Vocal)             |        | Hanif Sabzevari, Kevin Borg, Nicklas Eklund | Hanif Sabzevari, Kevin Borg, Nicklas Eklund | 3:33    |
| 5. | „Answer” (Less Vocal)            |        | UTA, Hiro, SUNNY BOY                        | UTA, Hiro, SUNNY BOY                        | 3:47    |

### CD+DVD
| CD | CD                    | CD     | CD                                          | CD                                          | CD      |
| Nr | Tytuł utworu          | Tekst  | Kompozycja                                  | Aranżacja                                   | Długość |
| -- | --------------------- | ------ | ------------------------------------------- | ------------------------------------------- | ------- |
| 1. | „Sweat”               | H.U.B. | Hanif Sabzevari, Kevin Borg, Nicklas Eklund | Hanif Sabzevari, Kevin Borg, Nicklas Eklund | 3:33    |
| 2. | „Answer”              | H.U.B. | UTA, Hiro, SUNNY BOY                        | UTA, Hiro, SUNNY BOY                        | 3:47    |
| 3. | „Sweat” (Less Vocal)  |        | Hanif Sabzevari, Kevin Borg, Nicklas Eklund | Hanif Sabzevari, Kevin Borg, Nicklas Eklund | 3:33    |
| 4. | „Answer” (Less Vocal) |        | UTA, Hiro, SUNNY BOY                        | UTA, Hiro, SUNNY BOY                        | 3:47    |

| DVD | DVD                                   | DVD     |
| Nr  | Tytuł utworu                          | Długość |
| --- | ------------------------------------- | ------- |
| 1.  | „Sweat” (Video Clip)                  |         |
| 2.  | „Sweat (Video Clip) -Off Shot Movie-” |         |

## Notowania
| Lista                             | Pozycja     |
| --------------------------------- | ----------- |
| Oricon Weekly Singles Chart       | 2           |
| Oricon Yearly Singles Chart       | 48          |
| Billboard Japan Hot 100           | 1 („Sweat”) |
| Billboard Japan Top Singles Sales | 2           |